# Túneis de Uptown Hudson
Os túneis de Uptown Hudson são um par de túneis ferroviários da PATH entre Manhattan, Nova Iorque, a leste, e Jersey City, Nova Jérsei, a oeste. Os túneis começam numa junção de duas linhas do sistema na costa de Nova Jérsei e cruzam o rio Hudson em direção leste. No lado nova-iorquino, o trajeto dos túneis passa majoritariamente sob a Christopher Street e a Sexta Avenida, tendo quatro paradas intermediárias antes da estação 33rd Street, o terminal. Apesar do nome, os túneis não passam por Uptown Manhattan, tendo sido chamados assim por serem localizados ao norte dos túneis de Downtown Hudson, que conectam Jersey City e o World Trade Center.
Dewitt Clinton Haskin tentou construir os túneis pela primeira vez em 1873. A construção foi suspensa por cinco anos por causa de um processo, e foi interrompida posteriormente por um acidente em 1880 que matou vinte trabalhadores. O projeto foi cancelado em 1883 por falta de dinheiro. Uma empresa britânica tentou terminar os túneis em 1888, mas também esgotou seu financiamento em 1892, quando o progresso já estava pela metade. Em 1901, uma companhia criada por William Gibbs McAdoo retomou o projeto e, em 1907, os túneis já estavam totalmente escavados. Os túneis de Uptown Hudson foram abertos em 1908 como parte da Hudson and Manhattan Railroad (H&M), que foi concluída em 1910.
Após a abertura dos túneis, a H&M propôs que o par fosse estendido ao norte até o Grand Central Terminal, além da criação de um ramal cujo trajeto passaria sob a Nona Avenida em Manhattan. Entretanto, nenhuma das extensões foram construídas. Na década de 1930, partes dos túneis na seção sob a Sexta Avenida foram reconstruídas em razão da construção da linha da Sexta Avenida do Independent Subway System (IND). Os túneis de Uptown Hudson contavam com sete novas estações; duas delas nas 19th e 28th Streets foram posteriormente fechadas e o terminal da 33rd Street foi reconstruído. A Autoridade Portuária de Nova Iorque e Nova Jérsei assumiu a H&M e os túneis em 1962, renomeando o sistema como PATH.
A PATH opera dois serviços pelos túneis de Uptown Hudson nos dias de semana: Hoboken–33rd Street e Journal Square–33rd Street. À noite, nos finais de semana e nos feriados, eles são combinados na rota Journal Square–33rd Street (via Hoboken).

## Descrição
Os túneis de Uptown Hudson seguem um trajeto leste–oeste sob o rio Hudson, conectando Manhattan a leste e Jersey City a oeste. No lado nova-iorquino, os túneis inicialmente continuam numa trajetória a leste sob a Morton Street. Na Greenwich Street, o traçado se volta para o norte, continuando por dois quarteirões antes de voltar a leste sob a Christopher Street. Essa curva fechada, que segue as ruas acima, foi necessária para evitar a demolição de estruturas subterrâneas já existentes.
Os túneis de Uptown Hudson não passam por Upper Manhattan, tendo recebido esse nome por serem localizados ao norte dos túneis de Downtown Hudson, que conectam Jersey City e o World Trade Center. Na época da construção dos túneis, o que é hoje considerada Midtown Manhattan era considerado "uptown", uma vez que as partes mais ao norte da ilha não eram muito desenvolvidas.:7 O nome "túneis de Uptown Hudson" também se aplica à seção do metrô abaixo da Christopher Street e da Sexta Avenida. A primeira parada da PATH em Nova Iorque é a estação Christopher Street; a linha continua até o terminal da 33rd Street, com paradas intermediárias nas 9th, 14th, e 23rd Streets. Haviam duas antigas estações nas 19th e 28th Streets. As ornamentadas estações em Manhattan se caracterizavam por terem plataformas retas, cada uma com 110 m de comprimento e capazes de acomodar trens de 8 vagões. As estações abaixo da Sexta Avenida (14th, 19th, 23rd, 28th e 33rd Streets) contam com colunas arredondadas e placas com o nome da estação. A estrutura de aço exposta do túnel pode ser vista nas estações das Christopher e 9th Streets.
No lado de Jersey City, os túneis deixam a margem do rio aproximadamente paralelos à 15th Street e entram numa junção onde trens podem prosseguir para o terminal Hoboken ao norte ou para a estação Newport ao sul.
Os túneis de Uptown Hudson medem 1 700 m de comprimento, ou 1 720 m entre os eixos.:22 Os túneis chegam a uma profundidade de até 30 m sob o leito do rio. Em ambos os túneis de Uptown e Downtown Hudson, cada linha férrea tem seu próprio túnel, o que permite uma ventilação melhor em razão do efeito pistão: quando um trem passa pelo túnel, ele empurra o ar a sua frente em direção ao poço de ventilação mais próximo, e a mesma coisa ocorre com o ar atrás dele. O diâmetro do túnel sul do par de Uptown Hudson é de 4,65 m, enquanto que o norte é ligeiramente mais amplo, com 5,5 m, em razão de ter sido o primeiro a ser construído. Uma tuneladora escudo foi usada apenas na extremidade oeste dos túneis em Jersey City, e na 12th Street em Manhattan. Ao norte da 12th Street o formato dos túneis passa de circular para retangular, com 4,4 m de altura por 4,0 m de largura.

## Construção

### Tentativa de Haskin
Planos para um cruzamento fixo do rio Hudson datam da década de 1850. Entretanto, nada prático foi feito até 1873, quando o engenheiro Dewitt Clinton Haskin criou a Hudson Tunnel Company para construir um túnel sob o rio. A companhia foi registrada em Nova Iorque em 22 de maio daquele ano e em Nova Jérsei quatro dias depois; a empresa tinha inicialmente um capital de 7 milhões de dólares.:1 No plano de Haskin, o trajeto do túnel iria da 15th Street em Jersey City até a Morton Street em Manhattan, uma distância de 1 600 m.:14:107 Na época, construir um túnel sob o rio era considerado mais barato do que tentar edificar uma ponte sobre ele.:14 Trenor W. Park foi contratado como o presidente da recém-criada empresa. Posteriormente, Haskin obteve 10 milhões em fundos para custear a construção.:12:2
A primeira tentativa de construção de um túnel sob o Hudson começou em novembro de 1874, no lado de Jersey City.:14 Se esse esforço tivesse sido bem-sucedido, a conexão teria 3 700 m de comprimento e consistiria de um túnel único de 7,9 m de largura por 7,3 m de altura.:2 Trens de cinco companhias ferroviárias do lado de Nova Jérsei seriam puxados por locomotivas a vapor especiais que emitiriam muito pouca fumaça. Os trens continuariam em Manhattan, terminando sua viagem numa estação no Washington Square Park.:2 Esse projeto era conhecido como túnel da Morton Street. Apenas um mês após o início da construção, o progresso foi paralisado por um processo judicial apresentado pela Delaware, Lackawanna and Western Railroad, que era a proprietária do terreno do início do túnel em Nova Jérsei. A escavação havia chegado numa profundidade de 6,1 m na ocasião da paralisação.:2 Como resultado do processo, as obras foram suspensas até setembro de 1879, quando o juiz decidiu a favor dos construtores e a liminar foi cassada.:12:14–15 Os planos também foram alterados para um par de túneis de 4,9 m de largura por 5,5 de altura.:2
O método de escavação usado na época não empregava tuneladoras escudo; em vez delas, compressores de ar mantinham a pressão para segurar os sedimentos por onde o túnel estava sendo escavado. Haskin acreditava que os sedimentos fluviais eram fortes o bastante para manter o formato do túnel—com a ajuda de ar comprimido—até que um revestimento de 76 cm de espessura em tijolos pudesse ser construído. O plano dele era escavar o túnel, preenchê-lo então com ar comprimido para expelir a água e manter o revestimento de ferro em seu lugar.:2 Entretanto, a pressão necessária para retirar a água no final do túnel era muito maior do que a necessária para segurar a água no topo. Em 21 de julho de 1880, o excesso de pressão no topo do túnel causou um acidente, prendendo vários trabalhadores e matando 20.:12 :107 Demorou seis meses para que os corpos dos trabalhadores fossem recuperados.:2 Um memorial para os mortos pelo acidente foi edificado posteriormente em Jersey City.
As obras foram assumidas por uma nova empresa chamada de Hudson River Tunnel Company em março de 1881. A nova companhia começou a escavação no lado de Manhattan e estendeu no lado de Jersey City.:2 As compensações exigidas como resultado do acidente de 1880 suspenderam as obras em 5 de novembro de 1882, devido à falta de dinheiro. Na época, foi permitido que água enchesse o túnel inacabado. Em 20 de março de 1883, os compressores de ar foram ativados novamente e a água foi drenada para que a construção recomeçasse. As obras prosseguiram por mais quatro meses até 20 de julho de 1883, quando o progresso foi paralisado novamente por falta de fundos.: 67 Até então, 460 m do túnel norte e cerca de 180 m do sul já haviam sido escavados.:2

### Tentativa britânica
Em 1888, uma empresa não identificada tentou finalizar o túnel da Morton Street; ela empregou James Henry como engenheiro consultor e a S. Pearson & Son como a principal empreiteira.:13 A S. Pearson & Son adquiriu o contrato da construção da empresa de Haskin. A companhia britânica vendeu títulos na Inglaterra em 1889 para levantar fundos para a construção. Após outro acidente em 1890, a empresa passou a usar uma tuneladora escudo.:2 A firma usou um novo dispositivo inventado por Greathead, um escudo pneumático apelidado de "escudo Greathead", estendendo assim o túnel por mais 490 m.:13 Com uma concentração de rochas diretamente abaixo do leito de argila do rio, o túnel foi projetado para passar diretamente abaixo delas, com muito pouco espaço livre sobrando. Para manter a pressão do ar necessária dentro dos túneis, a S. Pearson & Son decidiu colocar uma camada de sedimentos de pelo menos 4,6 m acima do túnel. Essa camada foi então removida após a conclusão das obras, permitindo assim que cada túnel mantenha sua própria pressão.:17
A S. Pearson & Son não pode terminar a construção porque também esgotou seu financiamento em 1891.:107–108 As obras pararam completamente em 1892 após a empresa ter escavado mais 610 m.:2 A essa altura, o construção do par de túneis já havia começado em ambos os lados do rio. O túnel norte se estendia por 1 200 m no lado de Nova Jérsei e 46 m no lado de Nova Iorque, com uma lacuna de 460 m. O túnel sul havia sido escavado por apenas 300 m no lado de Nova Jérsei e 91 m do lado nova-iorquino. A construtora foi fechada em 1898, e os donos dos títulos tomaram posse do túnel.:2

### Tentativa de McAdoo
Em 1901, o advogado e futuro político Willian Gibbs McAdoo mencionou a ideia de um túnel sob o Hudson para um colega advogado, John Randolph Dos Passos, que havia investido no projeto original.:14 A partir dessa conversa, McAdoo se interessou com o inacabado túnel da Morton Street. Ele o explorou com Charles M. Jacobs, um engenheiro que ajudou a construir o primeiro túnel subaquático de Nova Iorque em 1894 sob o rio East, e que também havia trabalhado no projeto do túnel sob o Hudson.:15 McAdoo e o engenheiro consultor J. Vipond Davies acreditavam que o progresso atingido até aquele momento ainda era utilizável. Ele criou a New York and Jersey Tunnel Company em 1902, arrecadando 8,5 milhões em capital.: 2–3
Ao contrário dos túneis do rio North, que transportariam trens suburbanos e intercidades, o túnel da Morton Street foi projetado para trens de metrô, que são menores. Isso permitiu que os túneis de Uptown Hudson fossem menores e mais baratos.:4 Originalmente, McAdoo planejava concluir apenas o túnel norte, o mais adiantado em relação às obras. Para que depois ele pudesse operar uma ferrovia de via estreita com dois pequenos vagões indo e voltando nesse único túnel.:15  Entretanto, a piora nos congestionamentos de balsas no Cortlandt Street Ferry Depot em Lower Manhattan convenceu McAdoo a planejar uma rede de linhas ferroviárias conectando Nova Jérsei e Nova Iorque. O túnel da Morton Street passou a ficar conhecido como os túneis de Uptown Hudson, complementando um par de túneis ao sul que McAdoo planejou para ligar Jersey City e Lower Manhattan.:15:3 A ideia dos túneis de Downtown Hudson foi originalmente concebida por outra companhia, a Hudson and Manhattan Railroad Corporation (H&M), em 1903, mas a New York and Jersey Railroad Company de McAdoo também estava interessada nos planos da H&M.

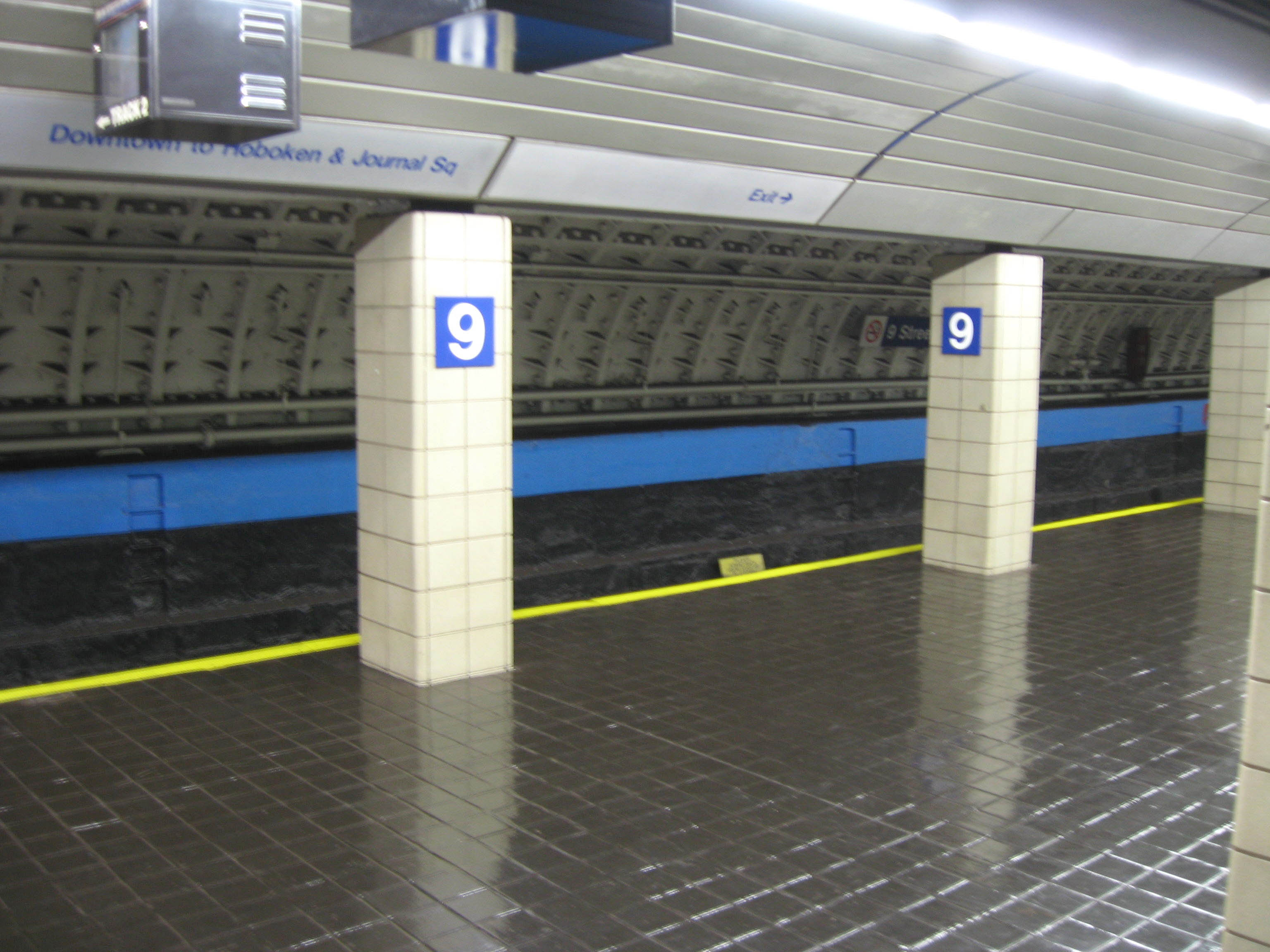
A estrutura exposta dos túneis na estação 9th Street

O novo esforço para terminar os túneis de Uptown Hudson, liderado pelo engenheiro chefe Charles M. Jacobs, empregou um método diferente de tunelamento, com o uso revestimento de tubos de ferro fundido e tuneladoras escudo. O escudo era empurrado mecanicamente pelos sedimentos do leito do rio, com os resíduos passando pelo anteparo do escudo, que era voltado à parte já escavada do túnel.:4 O anteparo mantinha a pressão do ar para evitar acidentes, como os que acometeram o projeto original. A pressão do ar era mantida a uma medida de 260 kPa.:17 A lama derivada da escavação era retirada do túnel usando locomotivas elétricas que viajavam numa ferrovia de via estreita temporária. Em alguns casos, os sedimentos seriam cobertos por tochas de querosene para facilitar a remoção da lama. O revestimento de anéis de ferro fundido seria então colocado imediatamente após a passagem da tuneladora, assim os sedimentos não poderiam ser mais visto por trás do anteparo do escudo. Os anéis de ferro eram então soldados para evitar vazamentos, além de manter a baixa pressão do ar.:17  McAdoo posteriormente notou que a construção dos túneis de Uptown Hudson foi o primeiro projeto em que máquinas, em vez de trabalhadores, retiraram a lama excessiva.
Em razão das obras anteriores no túnel, o progresso já estava pela metade um ano após a companhia de McAdoo assumir a escavação. Em 1903, o espaço entre as duas seções do túnel norte era de apenas alguns metros. Como resultado, o método dos tubos de ferro fundido foi mais usado no túnel sul,:17  onde a tuneladora escudo partiu do lado de Nova Jérsei. Alguns empecilhos se levantaram durante a conclusão do túnel norte: a companhia teve que usar dinamite para escavar por um arrecife no lado de Manhattan; uma explosão matou um trabalhador. As duas seções do túnel norte foram conectadas em 11 de março de 1904; a ocasião foi comemorada com uma grande celebração em que um grupo de 20 homens andaram pelo túnel já concluído.:17–18:4

### Conclusão e conceções
No final de 1904, a New York and Jersey Railroad Company recebeu permissão do conselho de comissários de transporte público de Nova Iorque para construir uma nova linha de metrô sob Midtown Manhattan, que iria ser conectada aos túneis de Uptown Hudson; a companhia tinha o direito exclusivo de operar essa linha por um período de 25 anos. O trajeto da linha iria passar sob a Christopher Street antes de se voltar ao nordeste para a Sexta Avenida, continuando então abaixo da Sexta Avenida até um terminal na 33rd Street. A legislatura da cidade de Nova Iorque afirmou que a linha poderia ser estendida mais ao norte até o Central Park no futuro.:22 A New York and Jersey Railroad já havia apresentado uma proposta para a linha da Sexta Avenida antes, mas ela foi rejeitada porque a avenida era uma importante via norte–sul. O conselho mudou sua decisão após proprietários na Sexta Avenida expressarem descontentamento com a rejeição.:3 
A companhia de McAdoo recebeu também a permissão para a construção de uma linha leste–oeste sob a Christopher Street e Nona Avenida, seguindo ao leste para a Segunda Avenida ou Astor Place,:22:3 sem paradas intermediárias. O túnel da Nona Avenida seria construído apenas após a conclusão das outras linhas.:3 A linha só foi escavada por cerca de 76 m; o túnel parcialmente construído ainda existe.:22 Em janeiro de 1905, a Hudson Companies foi formada para concluir os túneis de Uptown Hudson e construir a linha da Sexta Avenida. A empresa, que foi contratada para construir as linhas de metrô conectadas aos túneis em cada lado do rio, tinha um capital de 21 milhões para terminar o projeto.
A Hudson and Manhattan Railroad Company (H&M) foi criada em dezembro de 1906 para operar um sistema ferroviário entre Nova Iorque e Nova Jérsei por meio dos túneis de Uptown e Downtown Hudson. Os túneis de Downtown Hudson, localizados cerca de 2,01 km abaixo do primeiro par, começou a ser construído naquela época,:19 sendo aberto em julho de 1909.:18  A escavação no par mais ao norte foi concluída em 1907, após 33 anos de esforços intermitentes; eles foram comemorados como a primeira ligação permanente entre Manhattan e Nova Jérsei.:132 As obras continuaram no interior dos túneis. Os toques finais incluíram a adição de um revestimento de concreto, que substituiu os tijolos originais, bem como a colocação das linhas férreas e o terceiro trilho; levando um ano para ser concluído. As estações do lado de Manhattan também foram construídas nessa época. Os testes com os trens sem passageiros começaram no túnel no final de 1907; a Hudson Companies testava seu material rodante no elevado da Segunda Avenida, e então os trazia para mais testagem nos túneis.

## Operação

### Início dos serviços

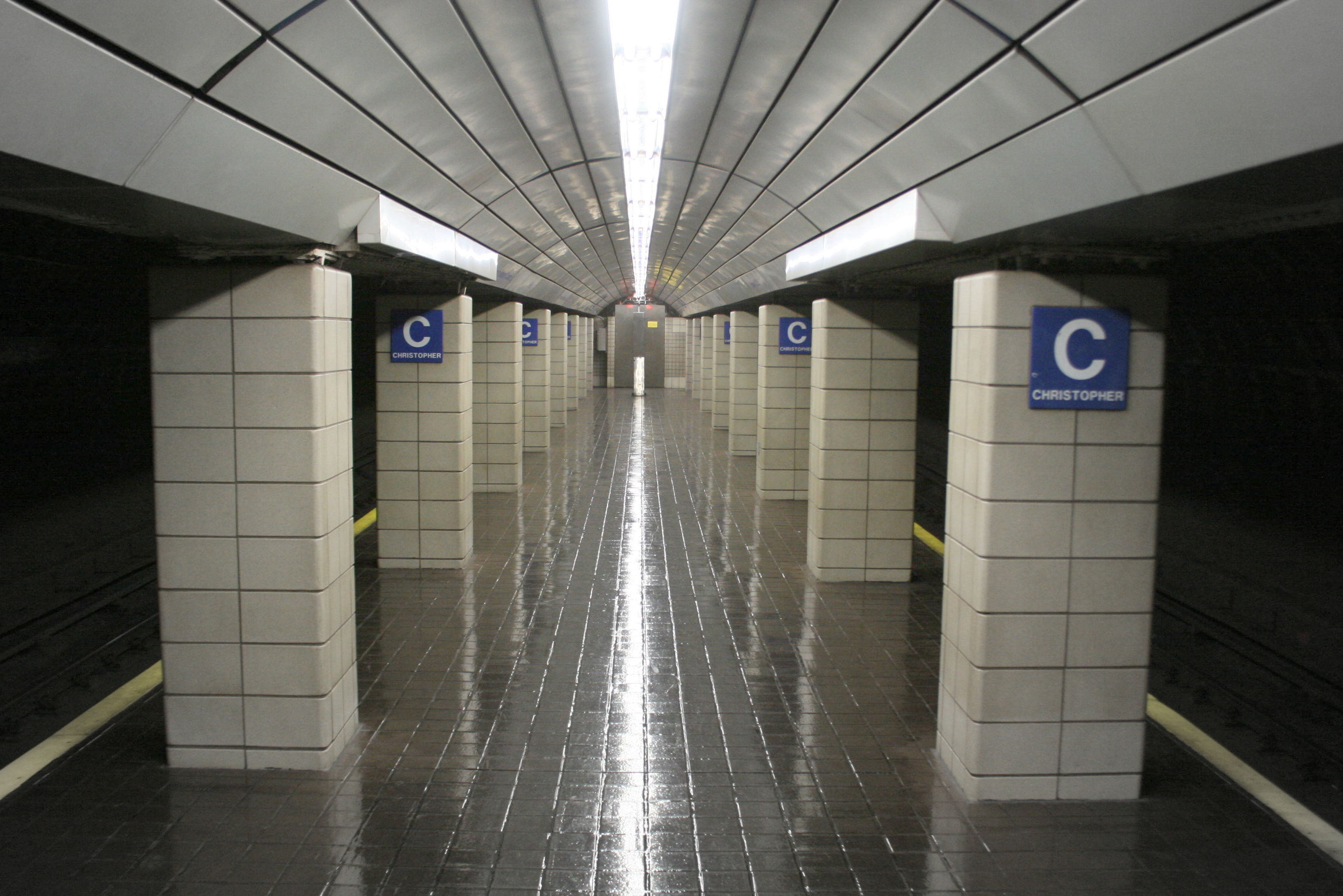
A estação Christopher Street, a primeira dos túneis após a entrada em Manhattan

Em 15 de fevereiro de 1908, uma viagem de testes transportou oficiais, dignitários e repórteres. O primeiro trem de passageiros "oficial", que também levava oficiais e dignitários, saiu da 19th Street em 25 de fevereiro de 1908 às 15:40, e chegou no terminal Hoboken dez minutos depois.:21 Os túneis foram abertos ao público em geral na meia-noite do dia seguinte, ao ponto no qual os já túneis haviam levado mais de três décadas para serem construídos. Na época, outras três estações, 23rd Street, 28th Street e 33rd Street, estavam em construção, e haviam planos para uma extensão da linha da H&M para o Grand Central Terminal, Park Avenue e 42nd Street.
Nos anos seguintes, várias empresas se mudaram para a Sexta Avenida, ao longo da rota dos túneis de Uptown Hudson, enquanto que passageiros se mudaram para Nova Jérsei para tirar proveito da viagem de 10 minutos para Manhattan. Novos edifícios de escritórios também foram construídos ao redor do terminal Hoboken. A estação 23rd Street foi aberta em 14 de junho de 1908. Trens com destino à 23rd Street inicialmente usavam o túnel leste entre as 19th e 23rd streets.:4 O túnel oeste foi aberto em 10 de novembro de 1910, quando a extensão para a 33rd Street foi inaugurada.:4
Em 19 de julho de 1909, a operação pelos túneis de Downtown Hudson começou entre o Hudson Terminal em Lower Manhattan e Exchange Place em Jersey City. Já nessa época, a Interborough Rapid Transit Company (IRT) se tornou uma competidora viável, com sua proposta de conectar sua linha da Lexington Avenue com a H&M em três locais: Fulton Street, Astor Place e Grand Central–42nd Street. A parte da Sexta Avenida da linha da H&M também competia com o elevado da IRT na mesma via, que se estendia tanto ao norte da 33rd Street quanto ao sul da 9th Street.

#### Proposta de extensão para a Grand Central
O plano original dos túneis de Uptown Hudson incluía um terminal na 22rd Street abaixo da loja de departamento Gimbels, agora o Manhattan Mall. Durante a construção, o plano foi alterado para que a estação fosse edificada diretamente abaixo da Sexta Avenida, em preparação para uma futura extensão.:4–5 Essa extensão ao norte, que McAdoo propôs em 1910, estenderia os túneis de Uptown Hudson até a 42nd Street, onde eles se voltariam para o leste sob a linha da 42nd Street da IRT e terminariam na Park Avenue. Isso iria criar uma ligação com o Grand Central Terminal, que estava em construção na época. Haveriam também duas paradas intermediárias na 39th Street/Sexta Avenida e 42nd Street/Quinta Avenida.
A proposta extensão para a Grand Central logo encontrou dificuldades. No terminal, as plataformas da H&M estariam diretamente abaixo das da linha da 42nd Street, mas acima do túnel Steinway da IRT, parte da linha Flushing para o Queens. Entretanto, a IRT havia construído um poço de ventilação não autorizado entre a linha da 42n Street e o túnel Steinway; isso forçaria a H&M a construir sua estação numa profundidade baixa demais, tornando o acesso difícil para os passageiros. Como uma alternativa, um conselho municipal propôs que os túneis de Uptown Hudson fossem conectados ao túnel Steinway.
A extensão dos túneis de Uptown Hudson para a Grand Central foi autorizada em junho de 1909, com a expectativa de que a construção começasse num prazo de seis meses, com a extensão operacional em janeiro de 1911. Entretanto, em fevereiro de 1910, os investimentos levantados só eram suficientes para o terminal da 33rd Street, e não para a extensão. Em 1914, a H&M não havia começado a construção, e solicitou que as obras fossem atrasadas por pelo menos mais dois meses. A comissão do transporte público havia decidido que o ramal da Nona Avenida provavelmente não seria construído em breve, então a permissão foi negada. Em 1920, a H&M já havia solicitado dezessete vezes que a construção da extensão para a Grand Central fosse atrasada; em todos os pedidos, a companhia afirmou que não era um momento apropriado para as obras. Na 17ª solicitação, a comissão do transporte público negou o pedido de atraso, oficialmente encerrando a autorização da H&M para construir a extensão.:55–56

### Reconfiguração sob a Sexta Avenida

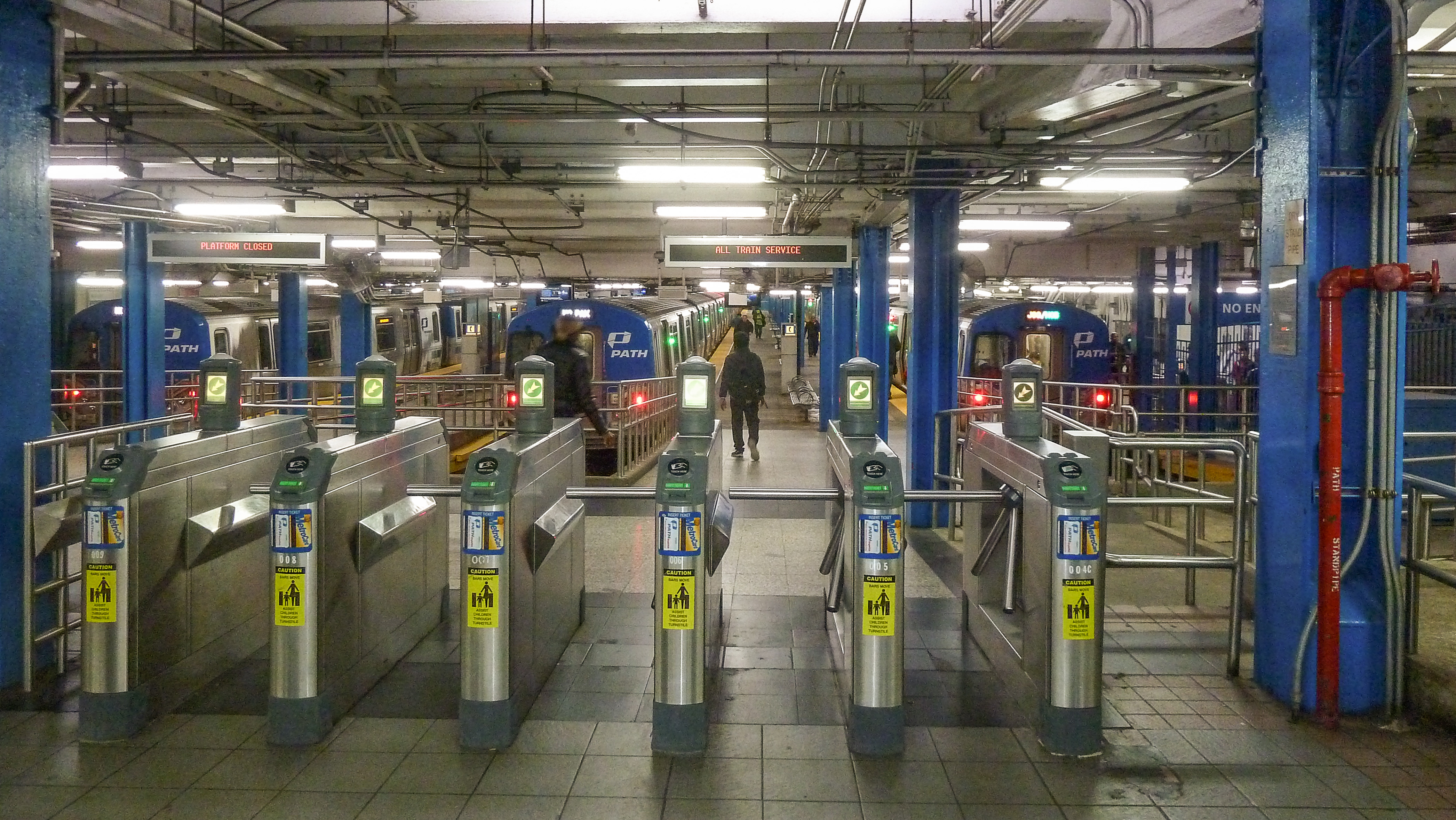
O terminal da 33rd Street, que foi reconstruído

Em 1924, o Independent Subway System (IND), operado pelo governo municipal, apresentou uma lista de propostas linhas de metrô para o Conselho de Transportes de Nova Iorque. Uma das novas rotas propostas, a linha da Sexta Avenida, tinha um trajeto paralelo com os túneis de Uptown Hudson das 9th a 33rd streets. Inicialmente, a cidade planejava tomar a porção dos túneis abaixo da Sexta Avenida para o IND, e então construir um par de novos túneis para a H&M diretamente abaixo. Com o IND comprometido com a construção da linha da Sexta Avenida, e o terminal da 33rd Street da H&M sendo localizado acima e abaixo túneis ferroviários preexistentes, o IND preferiu adquirir os túneis. Entretanto, a H&M rejeitou a oferta, e negociações entre o município, o IND, e a H&M continuaram até 1929.

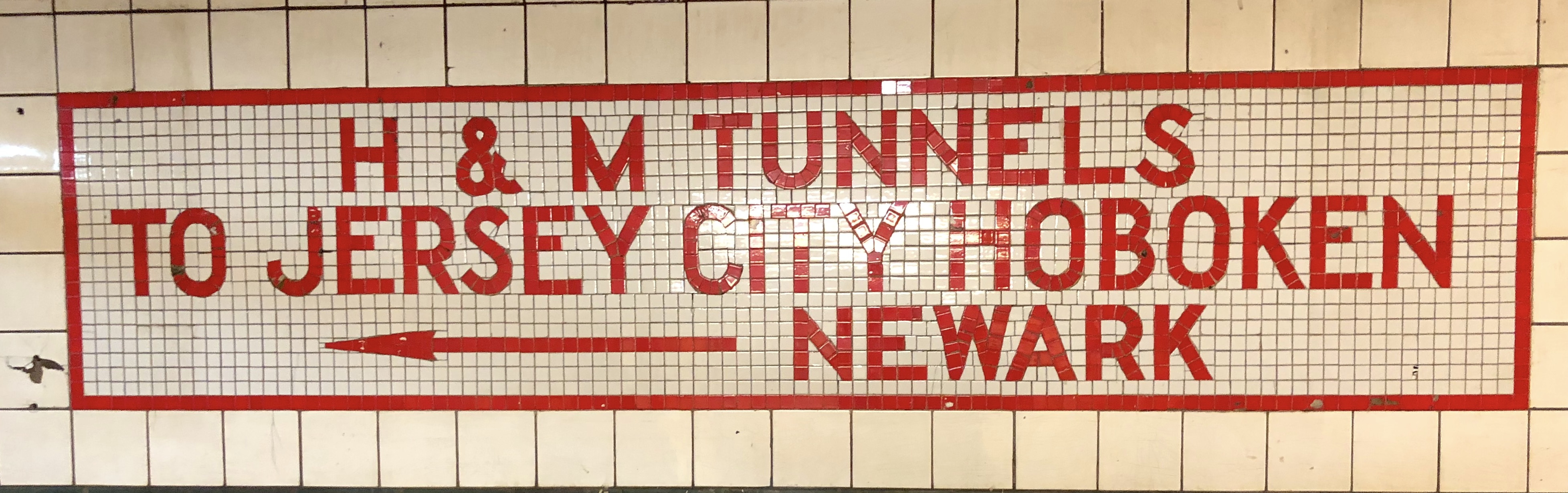
Azulejos históricos na atual estação 14th Street da PATH

O IND e a H&M finalmente chegaram a um acordo em 1930. A cidade decidiu construir as linhas férreas da linha da Sexta Avenida ao redor dos já existentes túneis da H&M, e adicionar linhas expressas para o IND abaixo dos túneis da H&M posteriormente. Entretanto, a cidade ainda planejava eventualmente adquirir as linhas férreas da H&M, e convertê-las em linhas expressas para o IND, e então construir um nível baixo para a H&M. Como parte da construção da linha do IND, as estações 14th Street e 23rd Street da H&M tiveram de ser reconstruídas para disponibilizar espaço para as estações do IND, localizadas numa elevação similar. A estação 19th Street não foi afetada porque as linhas férreas do IND eram localizadas abaixo das da H&M na época.
O terminal da 33rd Street foi fechado em 26 de dezembro de 1937, e a operação da H&M foi limitada até a 28th Street para permitir que a nova linha do metrô fosse construída. Uma entrada temporária na 29th Street foi instalada como um acesso para a estação 28th Street.:7 O terminal da 33rd Street foi movido para o sul, na 32nd Street, e foi reaberto em 24 de setembro de 1939. A cidade pagou 800 000 dólares para construir a nova estação e reembolsou a H&M outros 300 000 pela perda de receita. A estação 28th Street foi subsequentemente fechada porque as entradas sul do terminal da 33rd Street eram localizadas apenas a dois quarteirões de distância, tornando a estação desnecessária. Ela foi demolida para fornecer espaço para a linha do IND abaixo, que foi aberta em dezembro de 1940; ela substituiu o elevado da Sexta Avenida, que foi fechado em dezembro de 1938 e demolido pouco depois.

### Últimos anos

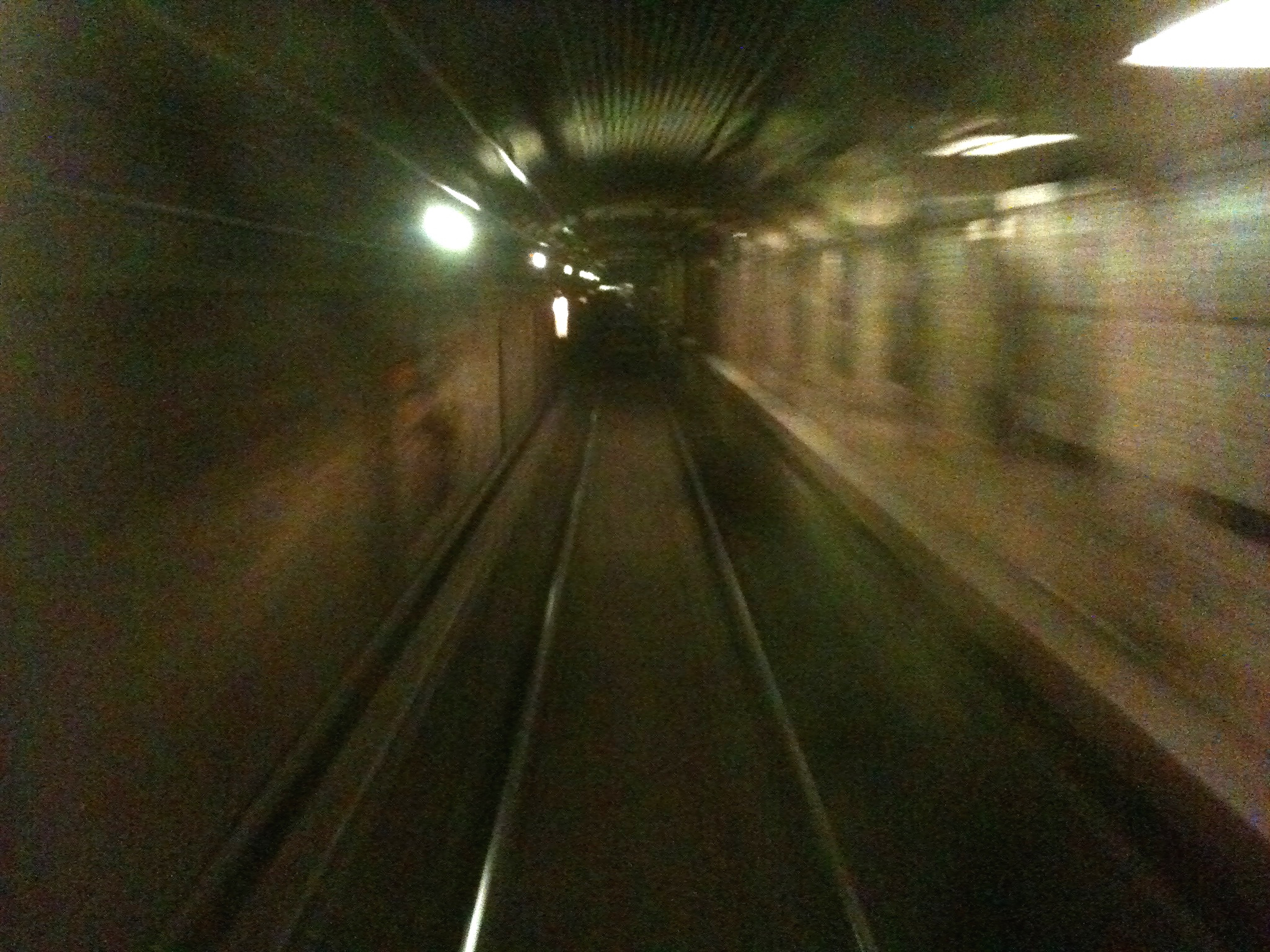
Os vestígios da abandonada estação 19th Street

A estação 19th Street foi fechada em 1954.:7 A única entrada para sua plataforma oeste se localizava dentro de um edifício, cujo proprietário encerrou o aluguel da entrada. A H&M determinou que construir um novo acesso seria muito caro considerando a proximidade da estação 14th Street. Em 1962, a Autoridade Portuária de Nova Iorque e Nova Jérsei assumiu as operações da H&M, e o sistema foi renomeado como PATH.
Em 1961, como parte dos projetos da conexão da Chrystie Street e a junção da Avenida DeKalb, a cidade começou a construir um par de linhas férreas expressas para a linha da Sexta Avenida da IND. Embora as linhas fossem localizadas 24 m abaixo do nível da rua, elas ficavam diretamente abaixo da porção dos túneis de Uptown Hudson na Sexta Avenida; o teto das linhas férreas estava a apenas 12 m sob o fundo dos túneis. A operações nos túneis foi suspensa por cinco dias em 1962 quando foi descoberto que os construtores das linhas expressas escavaram com uma margem "perigosa" de apenas 5,5 m. As linhas férreas foram abertas em 1967.
Em 1986, a plataforma para trens com destino à Nova Jérsei na 14th Street e as duas plataformas na Christopher Street foram fechadas por três meses para renovações. Em razão da instalação de controle positivo de trens nos túneis de Uptown Hudson, serviços pelos túneis foram majoritariamente suspensos em finais de semana entre julho e outubro de 2018.

## Prêmios
Os túneis de Uptown e Downtown Hudson foram declarados um marco da engenharia civil nacional em 1978 pela Sociedade Americana de Engenheiros Civis. Além disso, a Hudson and Manhattan Railroad Powerhouse, que gerava eletricidade para os trens dos túneis de Hudson, foi construída entre 1906 e 1908. A usina parou de funcionar em 1929 e foi listada no Registro Nacional de Lugares Históricos em 23 de novembro de 2001.